# Penelopella pacifica
Genre
Espèce
Penelopella pacifica, unique représentant du genre Penelopella, est une espèce de collemboles de la famille des Neanuridae.

## Distribution
Cette espèce est endémique de Nouvelle-Calédonie.

## Publication originale
- Cassagnau, 1986 : Sur l’évolution des Neanurinae Paucitubercules à pièces buccales réduites (Collemboles). 2nd International Seminar on Apterygota, Siena, Italy, p. 313-317.